# DJI (bedrijf)
DJI is een Chinees technologiebedrijf dat in 2006 is opgericht door Frank Wang. 
Het hoofdkantoor van het bedrijf bevindt zich in Shenzhen, in de Chinese provincie Guangdong. Het produceert zowel recreatieve als commerciële onbemande luchtvaartuigen voor luchtfotografie en videografie en is hiermee wereldmarktleider. Het is in België vertegenwoordigd door Aerialsolutions.
Naast drones produceert DJI ook gestabiliseerde camera's.

## Geschiedenis
In 2013 begon DJI met het uitbrengen van zijn eigen quadcopters, de Phantom-serie. Het succes hiervan zorgde dat DJI twee jaar later de grootste droneproducent ter wereld was geworden.
In mei 2015 werd DJI een eenhoorn, een term voor een start-up met een marktwaardering van ruim 1 miljard dollar. DJI ging in dat jaar naar de beurs met een marktwaardering van 15 miljard dollar.

## Incidenten en controverses
In juni 2019 kwam DJI in het nieuws omtrent een nieuwe fabriek die in de Verenigde Staten werd gebouwd. Volgens de Amerikaanse overheid konden drones van DJI vanuit de lucht surveilleren en deze gegevens doorsturen naar China. DJI verwierp deze beschuldigingen en bracht een software-update uit waardoor zijn drones niet meer rond Washington D.C. konden vliegen. In december 2020 leidde de bezorgdheid tot een gehele ban van DJI-producten in de Verenigde Staten.
In december 2021 zette het United States Department of the Treasury DJI samen met zeven andere Chinese bedrijven op een zwarte lijst, waardoor investeringen in DJI voor Amerikaanse bedrijven en burgers niet meer waren toegestaan.
Er waren ook vermoedens dat de Chinese veiligheidsdiensten drones van DJI inzetten om de Oeigoeren in Xinjiang in de gaten te houden. Drones van DJI zouden ook zijn ingezet bij de Russische invasie van Oekraïne, hoewel DJI dit in april 2022 zelf ontkende.

## Producten
De bekendste drone-modellen zijn:
- Agras
- Enterprise
- Inspire 1
- Inspire 2
- Inspire 3
- Matrice
- Mavic 2 Pro/Zoom
- Mavic 3
- Mavic 4 Pro
- Mavic Air
- Mavic Air 2
- Air 2S
- Mavic Mini
- Mini 2
- Mini SE
- Mini 3
- Mini 3 Pro
- Mini 4 Pro
- Phantom
- Spark
- Flycart 30

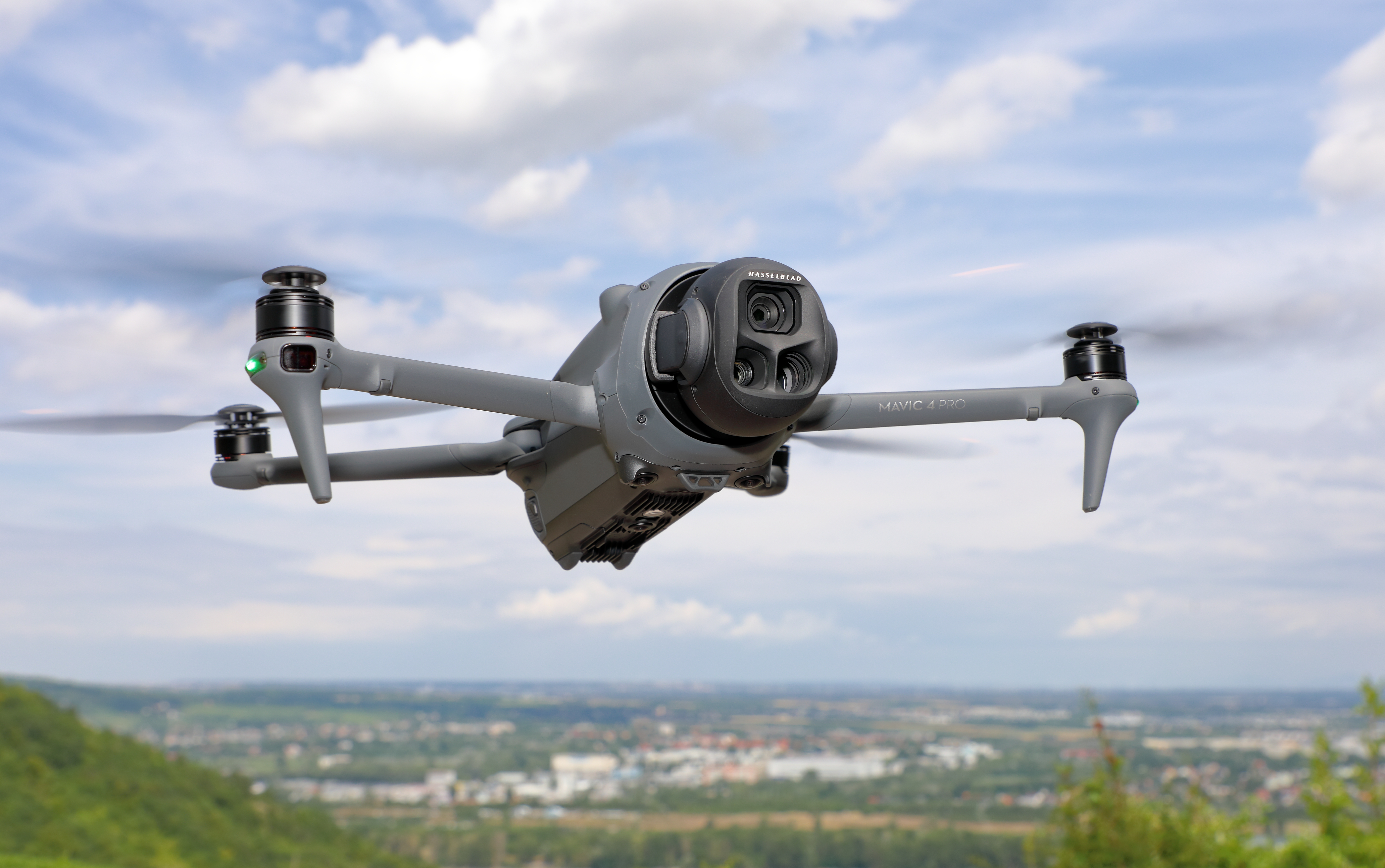
Mavic 4 Pro

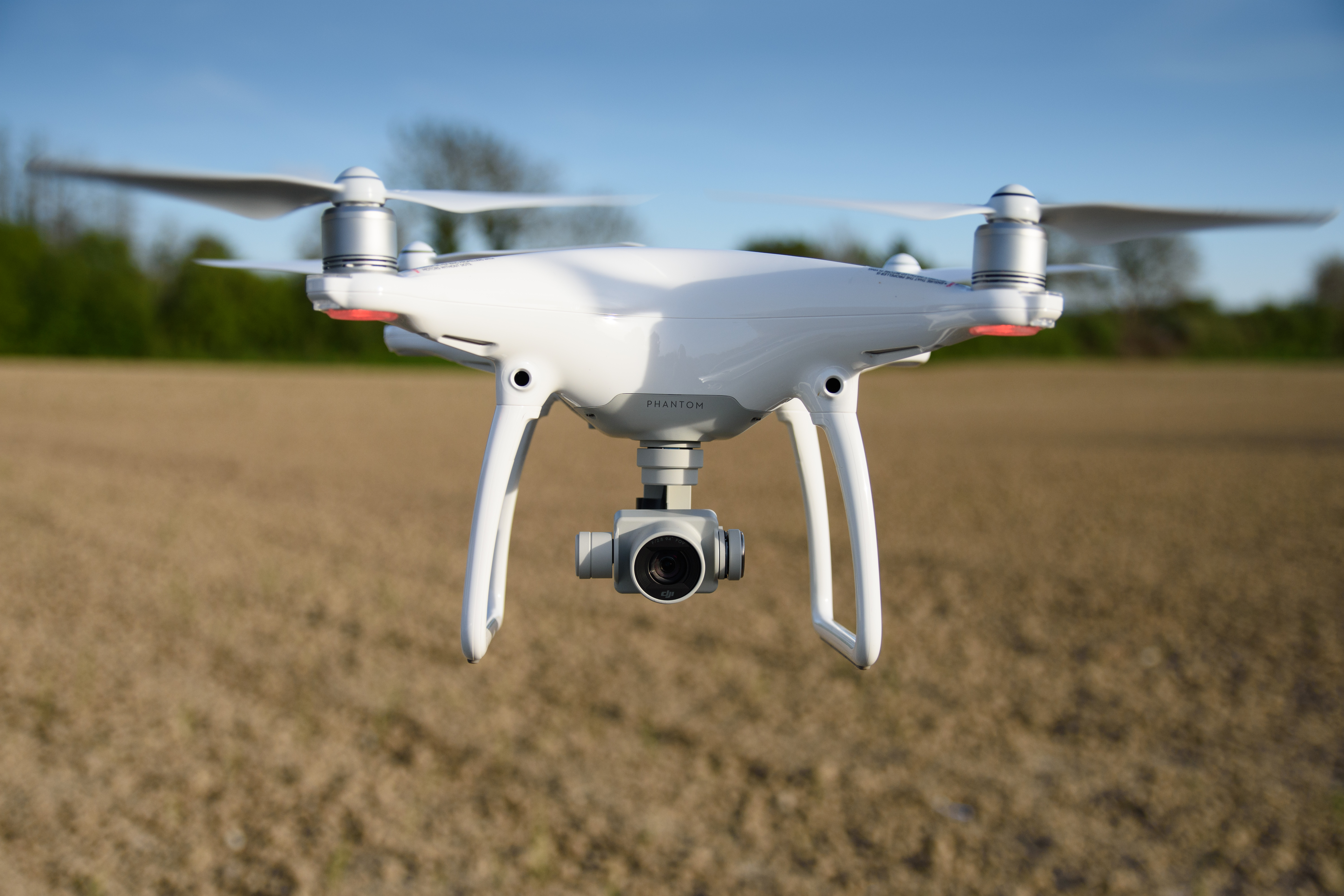
Phantom 4

De Matrice-serie vertegenwoordigt het professionele dronegamma van DJI waaronder de modellen Matrice 100, 200, 600 en de in 2020 geïntroduceerde Matrice 300.
Een van de belangrijkste producten van DJI is de hiervoor genoemde Phantom-serie. Dit zijn onbemande quadcopters die zowel recreatief als commercieel ingezet kunnen worden.
Een recenter belangrijk product is de Mini 4 Pro die in 2023 werd geïntroduceerd. Een zeer interessante drone voor hobbyisten vanwege gewicht (onder 250 gram), camera, bereik (10km), Beveiliging (360-graden oobstacle avoidance) en functies om de drone zelfstandig te laten vliegen (tracking en waypoint)